# Francisco Román
Francisco Paolo Román Suazo (San Vicente, Chile, 15 de enero de 1990) es un futbolista chileno. Juega de delantero.

## Trayectoria

### Clubes
Francisco Román comenzó su carrera en Deportes Concepción club donde hizo las inferiores y donde debutó el 2009 en la Primera B de Chile.
Para la temporada 2010 se traslada ala Tercera A de Chile para defender los colores de Deportes Temuco, en esta temporada tuvo un buen cometido en el club metió goles importantes pero la irregularidad del equipo lo llevó a pelear la Liguilla Descenso Sur que finalmente logró quedar primero y zafar del descenso.
En 2011 llega a Fernández Vial para finalmente consolidarse y lograr el ascenso, en una especie de primer semestre poniendo de su parte logra clasificar con el club ala Segunda Fase del torneo, ya en esta instancia donde nuevamente da su granito de arena clasifican ala Fase Final, en esta etapa ya no es el titular y finalmente Fernández Vial logra un subcampeonato que no alcanza con el objetivo el ascenso.
Para el 2012 el club no logra el objetivo propuesto y el no logra el año que esperaba, ya que fueron eliminados en la Primera Fase del torneo quedando fuera del ascenso a mitad de año.

## Estadísticas

### Clubes
| Club                               | Div.          | Temporada     | Liga  | Liga  | Liga   | Copas nacionales | Copas nacionales | Copas nacionales | Torneos internacionales | Torneos internacionales | Torneos internacionales | Total | Total | Total  | Media goleadora |
| Club                               | Div.          | Temporada     | Part. | Goles | Asist. | Part.            | Goles            | Asist.           | Part.                   | Goles                   | Asist.                  | Part. | Goles | Asist. | Media goleadora |
| ---------------------------------- | ------------- | ------------- | ----- | ----- | ------ | ---------------- | ---------------- | ---------------- | ----------------------- | ----------------------- | ----------------------- | ----- | ----- | ------ | --------------- |
| Deportes Concepción B · Chile      | 4.ª           | 2006          | 3     | 0     | 0      | —                | —                | —                | —                       | —                       | —                       | 3     | 0     | 0      | 0,00            |
| Deportes Concepción B · Chile      | 4.ª           | 2007          | 12    | 7     | 2      | —                | —                | —                | —                       | —                       | —                       | 12    | 7     | 2      | 0,58            |
| Deportes Concepción B · Chile      | Total club    | Total club    | 15    | 7     | 2      | 0                | 0                | 0                | 0                       | 0                       | 0                       | 15    | 7     | 2      | 0,47            |
| Deportes Concepción · Chile        | 2.ª           | 2009          | 19    | 1     | 0      | 1                | 1                | 0                | —                       | —                       | —                       | 20    | 2     | 0      | 0,10            |
| Deportes Concepción · Chile        | Total club    | Total club    | 19    | 1     | 0      | 1                | 1                | 0                | 0                       | 0                       | 0                       | 20    | 2     | 0      | 0,10            |
| Deportes Temuco · Chile            | 4.ª           | 2010          | 19    | 5     | 4      | 4                | 2                | 2                | —                       | —                       | —                       | 23    | 7     | 6      | 0,30            |
| Deportes Temuco · Chile            | Total club    | Total club    | 19    | 5     | 4      | 4                | 2                | 2                | 0                       | 0                       | 0                       | 23    | 7     | 6      | 0,30            |
| Fernández Vial · Chile             | 4.ª           | 2011          | 23    | 6     | 1      | 1                | 0                | 0                | —                       | —                       | —                       | 24    | 6     | 1      | 0,25            |
| Fernández Vial · Chile             | 4.ª           | 2012          | 12    | 4     | 1      | —                | —                | —                | —                       | —                       | —                       | 12    | 4     | 1      | 0,33            |
| Fernández Vial · Chile             | 4.ª           | 2013          | 12    | 9     | 2      | —                | —                | —                | —                       | —                       | —                       | 12    | 9     | 2      | 0,75            |
| Fernández Vial · Chile             | 4.ª           | 2013-14       | 12    | 7     | 1      | —                | —                | —                | —                       | —                       | —                       | 12    | 7     | 1      | 0,58            |
| Fernández Vial · Chile             | Total club    | Total club    | 59    | 26    | 5      | 1                | 0                | 0                | 0                       | 0                       | 0                       | 60    | 26    | 5      | 0,43            |
| Naval · Chile                      | 2.ª           | 2013-14       | 8     | 0     | 0      | —                | —                | —                | —                       | —                       | —                       | 8     | 0     | 0      | 0,00            |
| Naval · Chile                      | Total club    | Total club    | 8     | 0     | 0      | 0                | 0                | 0                | 0                       | 0                       | 0                       | 8     | 0     | 0      | 0,00            |
| Deportes Puerto Montt · Chile      | 3.ª           | 2014-15       | 32    | 8     | 7      | —                | —                | —                | —                       | —                       | —                       | 32    | 8     | 7      | 0,25            |
| Deportes Puerto Montt · Chile      | 2.ª           | 2015-16       | 19    | 1     | 0      | 4                | 1                | 1                | —                       | —                       | —                       | 23    | 2     | 1      | 0,09            |
| Deportes Puerto Montt · Chile      | 2.ª           | 2016-17       | 25    | 4     | 0      | —                | —                | —                | —                       | —                       | —                       | 25    | 4     | 0      | 0,16            |
| Deportes Puerto Montt · Chile      | Total club    | Total club    | 76    | 13    | 7      | 4                | 1                | 1                | 0                       | 0                       | 0                       | 80    | 14    | 8      | 0,18            |
| Deportes Copiapó · Chile           | 2.ª           | 2017          | 15    | 2     | 1      | 2                | 0                | 0                | —                       | —                       | —                       | 17    | 2     | 1      | 0,12            |
| Deportes Copiapó · Chile           | 2.ª           | 2018          | 27    | 7     | 4      | 4                | 0                | 0                | —                       | —                       | —                       | 31    | 7     | 4      | 0,23            |
| Deportes Copiapó · Chile           | 2.ª           | 2019          | 4     | 0     | 0      | —                | —                | —                | —                       | —                       | —                       | 4     | 0     | 0      | 0,00            |
| Deportes Copiapó · Chile           | Total club    | Total club    | 46    | 9     | 5      | 6                | 0                | 0                | 0                       | 0                       | 0                       | 52    | 9     | 5      | 0,17            |
| Deportes La Serena · Chile         | 2.ª           | 2019          | 1     | 0     | 0      | —                | —                | —                | —                       | —                       | —                       | 1     | 0     | 0      | 0,00            |
| Deportes La Serena · Chile         | Total club    | Total club    | 1     | 0     | 0      | 0                | 0                | 0                | 0                       | 0                       | 0                       | 1     | 0     | 0      | 0,00            |
| Independiente de Cauquenes · Chile | 3.ª           | 2020          | 19    | 6     | 1      | —                | —                | —                | —                       | —                       | —                       | 19    | 6     | 1      | 0,32            |
| Independiente de Cauquenes · Chile | Total club    | Total club    | 19    | 6     | 1      | 0                | 0                | 0                | 0                       | 0                       | 0                       | 19    | 6     | 1      | 0,32            |
| Total carrera                      | Total carrera | Total carrera | 262   | 67    | 24     | 16               | 4                | 3                | 0                       | 0                       | 0                       | 278   | 71    | 27     | 0,26            |
| 1. 2.                              |               |               |       |       |        |                  |                  |                  |                         |                         |                         |       |       |        |                 |

### Resumen estadístico
| Competición      | Partidos | Goles | Promedio | Asistencias | Promedio | Goles y asistencias | Promedio |
| ---------------- | -------- | ----- | -------- | ----------- | -------- | ------------------- | -------- |
| Segunda División | 118      | 15    | 0,13     | 5           | 0,04     | 20                  | 0,17     |
| Tercera División | 108      | 32    | 0,29     | 15          | 0,14     | 47                  | 0,44     |
| Cuarta División  | 36       | 20    | 0,56     | 4           | 0,11     | 24                  | 0,67     |
| Copas nacionales | 16       | 4     | 0,25     | 3           | 0,19     | 7                   | 0,44     |
| Total            | 278      | 71    | 0,26     | 27          | 0,10     | 98                  | 0,35     |

### Tripletes
| Partidos en los que anotó tres o más goles | Partidos en los que anotó tres o más goles | Partidos en los que anotó tres o más goles | Partidos en los que anotó tres o más goles       | Partidos en los que anotó tres o más goles | Partidos en los que anotó tres o más goles | Partidos en los que anotó tres o más goles |
| N.º                                        | Fecha                                      | Estadio                                    | Partido                                          | Goles                                      | Resultado                                  | Competición                                |
| ------------------------------------------ | ------------------------------------------ | ------------------------------------------ | ------------------------------------------------ | ------------------------------------------ | ------------------------------------------ | ------------------------------------------ |
| 1                                          | 14 de julio de 2013                        | El Morro, Talcahuano                       | Corporación Fernández Vial - Deportes Santa Cruz |                                            | 3 - 2                                      | Transición 2013                            |
| 2                                          | 17 de febrero de 2018                      | Carlos Dittborn, Arica                     | San Marcos de Arica - Deportes Copiapó           |                                            | 2 - 5                                      | Primera B de Chile 2018                    |

## Palmarés

### Campeonatos nacionales
| Título                       | Club                  | País  | Año     |
| ---------------------------- | --------------------- | ----- | ------- |
| Tercera División de Chile    | Fernández Vial        | Chile | 2013-A  |
| Tercera División de Chile    | Fernández Vial        | Chile | 2013-C  |
| Segunda División Profesional | Deportes Puerto Montt | Chile | 2014-15 |

### Distinciones individuales
| Distinción                                | Año  |
| ----------------------------------------- | ---- |
| Máximo Goleador Tercera División de Chile | 2013 |

- Datos: Q5867326